# 梅馬利艾
梅馬利艾，是阿爾巴尼亞南部吉羅卡斯特州的一个市镇。该市镇成立于2015年地方政府改革后，由原6个市镇合并而成，原6个市镇则成为新市镇的行政分区。行政中心为梅马利艾镇。市镇面積为372.30平方公里，2011年人口数量为10,657人，梅马利艾镇的人口数量为2,647人。